# Kostandin Shpataraku

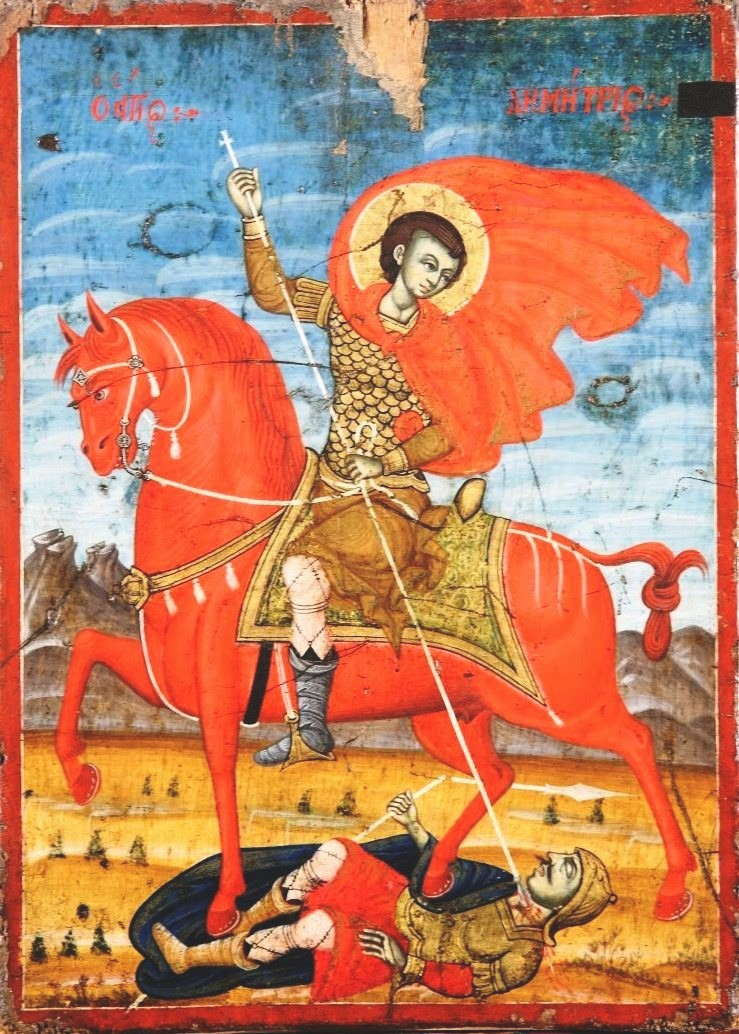
En ikon som tillskrivs Kostandin Shpataraku, köpt 2010 av Hetem Ramadani.

Kostandin Shpataraku, född 1736, död 1767, var en albansk konstnär, härrörande från Elbasan i mellersta Albanien. 
Hans konstnärskap förknippas med grekisk-ortodox ikonmåleri och bysantinsk freskomålning. Hans konst återfinns i kyrkan i Ardenica i Fieri samt i Medeltida konstmuseet i Korça.